# وفیات الأعیان
وَفیاتَ الأعیان با عنوان کامل وفیاتَ الأعیان و أنباءِ أبناءِ الزمان ممّا ثَبَت بالنَقلِ والسَماع وأثبَتَهُ العِیان اثر برجستهٔ ابن خلکان است که مجموعه زندگی‌نامهٔ بیش از هشتصد تن از سرشناسان به‌ترتیب الفبای عربی است که میان سال‌های ۱۲۵۶-۷۴م (۶۵۴-۷۱ق) نگاشته شده‌است.

در این کتاب شرح حال حدود ۸۵۰ تن از بزرگان علما، امرا، وزرا و عرفا، به ترتیب حروف معجم (تهجی) آمده‌است و تنها به ذکر سال وفات و تولد، و احیاناً شعری یا رساله‌ای از بزرگان و علما اکتفا شد. در تدوین این کتاب، از سرگذشت صحابه و تابعین و خلفای راشدین، به علت شهرت آنان ذکری نشده، فقط از چند نفر اینها، آن هم خیلی مختصر، گفته شده‌است. زیرا به اعتقاد نویسنده کتاب که می‌گوید: 
 ذکر حال این سه گروه در نوشته‌های دیگران بسیار است.

## نویسنده کتاب
شمس الدین، ابوالعباس احمدبن ابراهیم بن ابی بکربن خلکان، که مشهور هم به ابن خلکان است. او قاضی، مورخ و ادیب مشهور، شافعی مذهب، در اربیل، سال ۶۰۸ هـ ق، متولد شد. خانواده اش همه از علما و فقها بودند و به تصریح پسر او، خود را به خالدبن برمکی، منسوب می‌داشتند. او در جوانی به حلب رفت، مدتی نزد بزرگان و اهل علم شاگردی کرد و بعد به موصل و دمشق راهی شد و سپس در سال ۶۳۵ هـ ق، به مصر رفت. سال‌ها در مصر نایب قاضی و بعد به فرمان سلطان ییبرس از ممالیک، او قاضی القضات دمشق شد و در همین دوران تدریس در ۷ مدرسه معروف آنجا شام را بر عهده گرفت. این نویسنده بارها از منصب قضاوت عزل و دوباره قاضی شد و در اواخر عمرش، دیگر به تدریس مشغول بود. او همیشه اهتمام زیادی به فقه و اصول داشت و در تاریخ و نحو و ادب عرب، ماهر و شیفته شعر و دلبسته به مطالعات تاریخی بود. ابن خلکان نویسنده کتاب در مذهب اهل تسنن و جماعت، تعصب زیادی داشت و این باور او در لابه لای سطور کتابش و داوری‌هایش، به خوبی پیداست. وی در ۷۳ سالگی از دنیا رفت و قبر او در دامنه کوه قاسیون در دمشق، می‌باشد.

## تدوین کتاب
ابن خلکان، تدوین این کتاب را در سال ۶۵۴ هـ ق، در قاهره شروع کرد و در سال ۶۵۹ هـ ق زمانی که به شرح یحیی بن خالدبن برمک رسید به دمشق منتقل شد. او به ناچار کارش را متوقف کرد ولی در سال ۶۹۹ هـ ق، مجدداً به قاهره برگشت و نوشتن کتاب را ادامه داد و سرانجام تألیف این کتاب را در سال ۶۹۹ (البته به روایتی هم در سال ۶۷۲ هـ ق) به پایان رساند.

## چاپ و نشر
نویسنده کتاب، خودش زحمت کتاب را بر عهده گرفت. از این رو نسخه دستنویس او در موزه بریتانیا، کاتالوگ شماره ۱۵۰۵ می‌باشد. کتاب وفیات الاعیان، به زبان‌های ترکی و اروپائی ترجمه و بارها در ایران و مصر به چاپ رسید. بر آن تکمله‌ای نوشته شده بنام فوات الوفیات توسط محمدبن شاکر کتبی، متوفی ۷۶۴ هـ ق که این مهم‌ترین و معروفترین تکمله، نسبت به این کتاب در شرح حال ۵۷۲ نفر از بزرگان می‌باشد. دسلان این کتاب را در سال ۷۱–۱۸۴۲ م، به انگلیسی ترجمه کرد.
حسینقلی سلطانی کلهر کرمانشاهی نیز این کتاب را با عنوان طرزالبیان به فارسی ترجمه کرده است.